# Schänzlespitze
De Schänzlespitze is een 2050 meter hoge berg in de deelstaten Beieren (Duitsland) en Tirol (Oostenrijk).

## Geografie
De Schänzlespitze maakt deel uit van de Allgäuer Alpen. Ten noordoosten van de berg bevindt zich de Lahnerkopf en ten zuiden ligt de Schänzlekopf. De Schänzlespitze maakt deel uit van de bergkam Rauhhornzug.